# Pugil stick

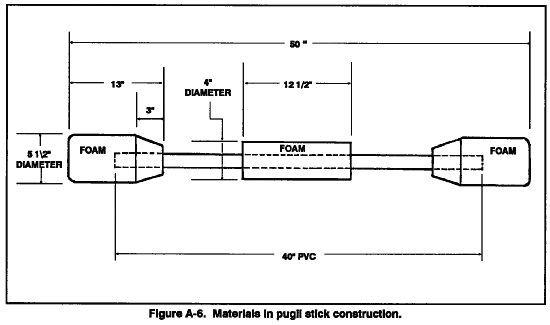
Pugil Stick: Technische Spezifikation der US Army

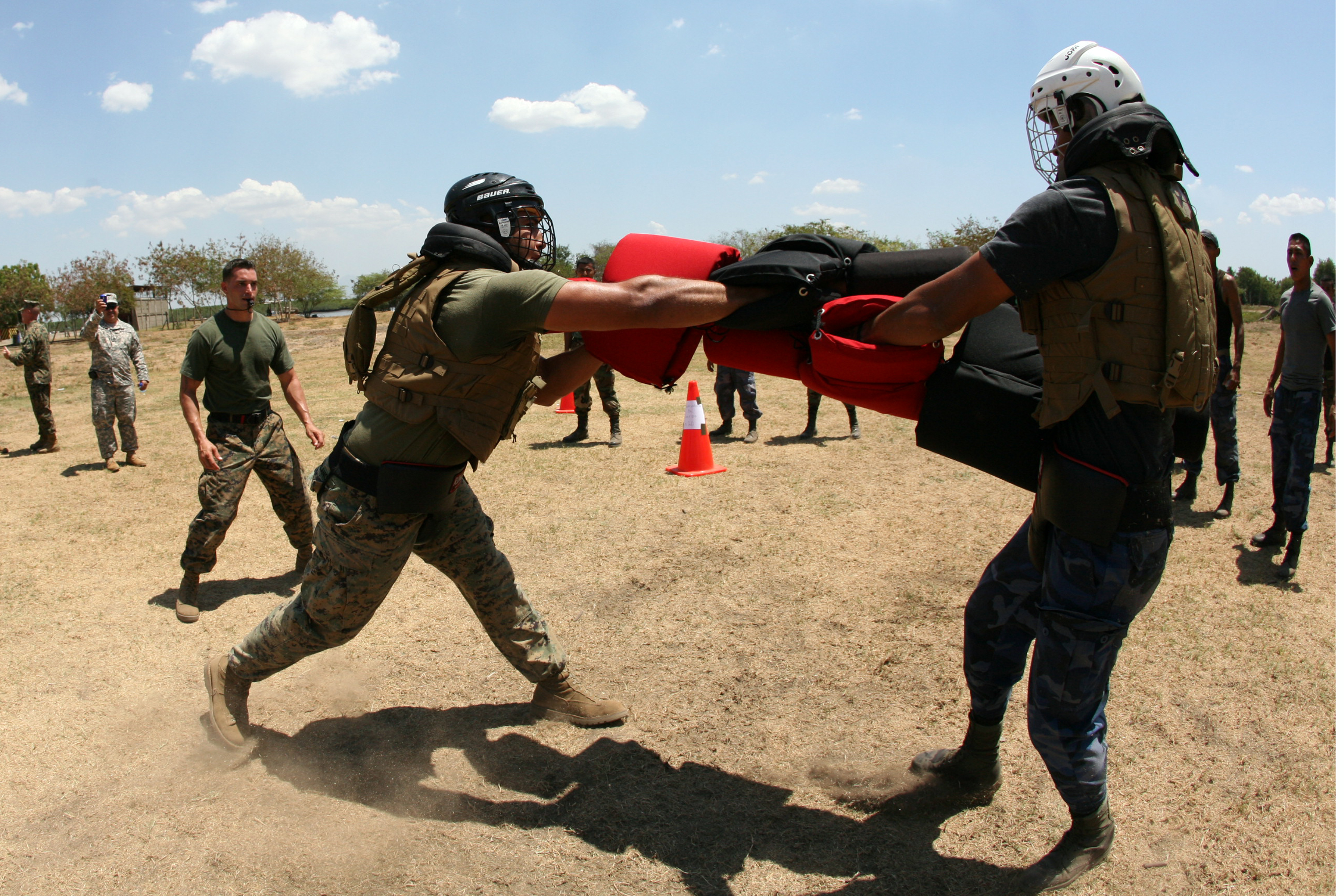
Nicaraguanische Soldaten in Übungen mit Pugil Sticks

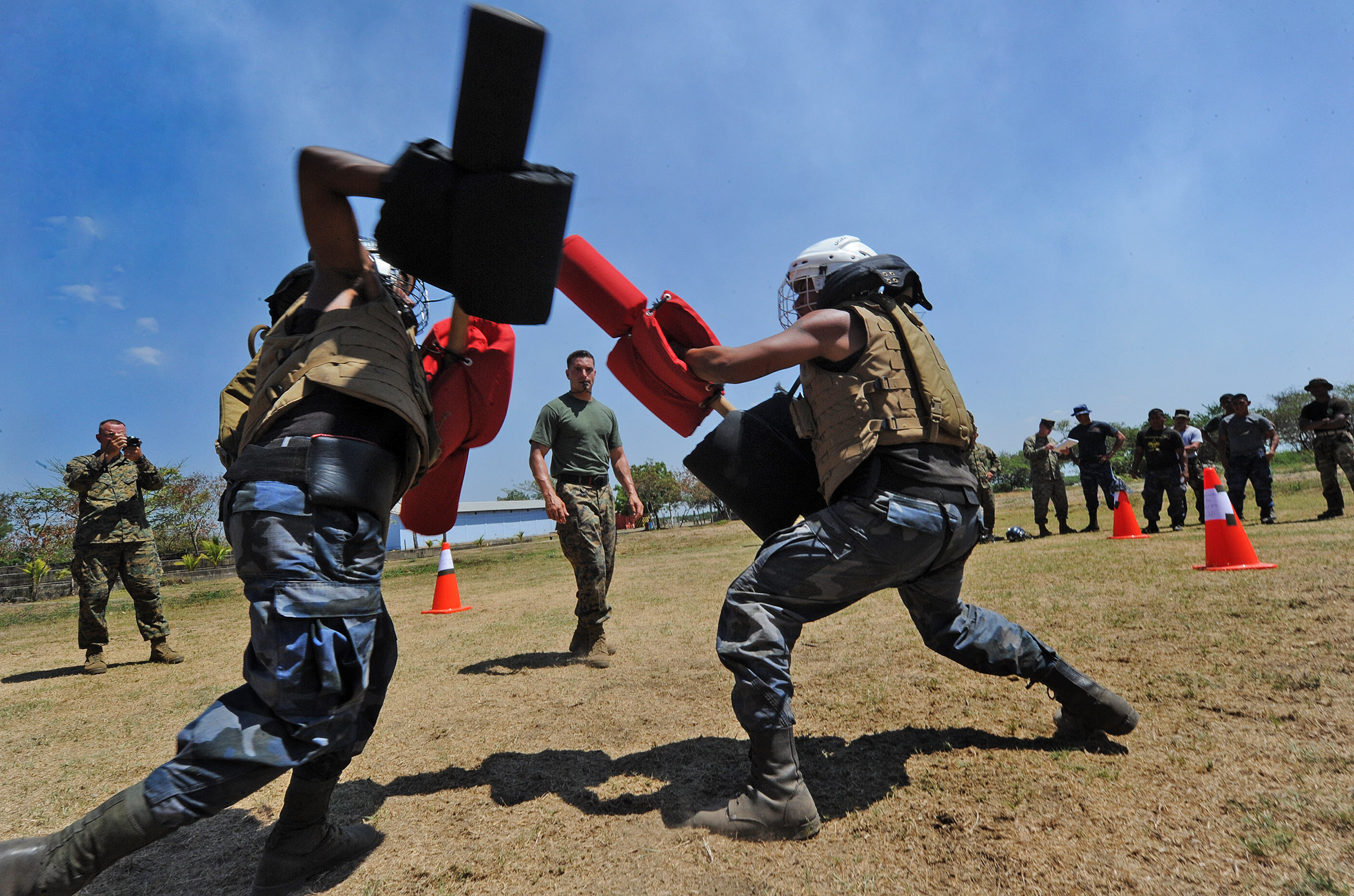
Nicaraguanische Soldaten in Übungen mit Pugil Sticks

Pugil stick (Lateinisch-Englisch: Faustkämpferstock oder Boxerstock) ist ein ursprünglich im United States Marine Corps eingeführtes Übungsgerät für den Bajonettkampf.

## Beschreibung
Beim Pugil stick handelt es sich um einen Stock ähnlich dem japanischen Bō, der ursprünglich an beiden Enden lediglich mit Stoff umwickelt wurde, um ein Gewehr mit aufgepflanztem Bajonett zu simulieren. In der Gegenwart ist er ein billiges Übungsgerät, bei dem echte Gewehre geschont werden und die Verletzungsgefahr für die Übungen relativ niedrig ist. Das Gerät besitzt eine gepolsterte Ummantelung, mit der Gewehrkolben und Bajonett simuliert werden. Die Übenden tragen eine Schutzausrüstung ähnlich der American-Football-Spieler.

## Geschichte
Als Erfinder des Pugil sticks gilt Armond Harold Seidler (1919–2017), der an der University of Illinois über Nahkampftechniken promovierte. Offenbar wurde das Gerät zu Beginn des Zweiten Weltkriegs im pazifischen Raum um 1942 im Marine Corps eingeführt. Die Wurzeln liegen offenbar im japanischen Bōjutsu und dem mittelalterlichen englischen Quarterstaff (Quartierstab oder Kampfstab, siehe Deutsche Fechtschule).
Anfang der 1990er Jahre wurde das Gerät durch die Fernsehshow American Gladiators populär. 2010 wurde es von der United States Army aus dem Übungsprogramm genommen, da es angeblich nicht mehr zeitgemäß war. 2011 wurden Mitglieder der Fuerzas Armadas de Nicaragua in Corinto durch eine Kommission der Marines an dem Gerät ausgebildet.